# Seether
A Seether dél-afrikai rockzenekar, amely 1999 májusában alakult Pretoria városban, a Dél-afrikai Köztársaságban. A zenekar eredetileg a Saron Gas nevet viselte 2002-ig, amikor a zenekar tagjai az Amerikai Egyesült Államokba költöztek, és megváltoztatták a zenekar nevét Seetherre. A Seether frontembere és alapító tagja Shaun Morgan. A zenekar legutóbbi, kilencedik stúdióalbumát (The Surface Seems So Far) a Fantasy Records adta ki 2024. szeptember 20-án.
A zenekar nagy ismeretségre tett szert első albumával (Disclaimer), valamint több későbbi kislemezével, ilyenek például a Fine Again, Broken, Remedy, Fake It, Country Song, Words as Weapons és a Let You Down.

## A zenekar története

### A megalakulás (1999–2001)
A zenekar Saron Gas néven alakult meg 1999-ben. A Saron Gas korai napjaiban kisebb koncerteken, partikon és egyetemeken (University of Cape Town, University of Stellenbosch) játszott. 2000-ben a Dél-afrikai Köztársaságban a Musketeer Recordsnál kiadták első albumukat, a Fragile-t. Miután az első albummal sikereket értek el a helyi zenei listákon, a Wind-up Records megkereste a zenekart, majd le is szerződtette őket. A zenekart névváltoztatásra kérték, mivel a Saron Gas hasonlított a szarin gázra, ami egy, a második világháború alatt használt vegyi fegyver és erős idegméreg. A zenekar ekkor változtatta meg nevét Seetherre (Veruca Salt azonos című száma után).

### A kezdetek –Disclaimer(2002)
2002-ben már Seetherként kiadták első lemezüket, a Disclaimer-t, melyen három kislemez is helyet kapott: Fine Again, Driven Under és Gasoline (csak a Fine Again ért el kimagasló sikert). Az év során a Seether egyre népszerűbb és kedveltebbé vált, valamint a Disclaimer megjelenése óta végig turnéztak. A Disclaimer turné vége felé a zenekar úgy döntött, újra stúdióba vonulnak, hogy rögzítsék második nagylemezüket, viszont ez a projekt egy évet késett, mert a Seether éppen egy világméretű turnén volt az Evanescence-szel. A Fine Again videójátékokba is bekerült (Madden NFL 2003 és 1080 Avalanche).

### Siker –Disclaimer II(2003–2004)

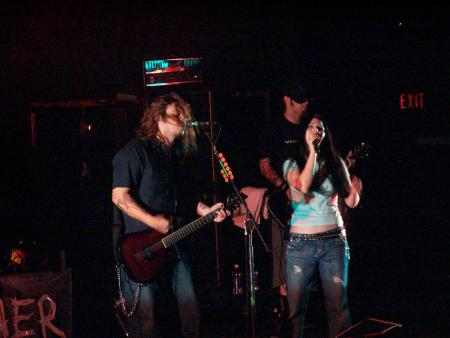
Shaun Morgan (balra) és Amy Lee (jobbra) egy Seether koncerten

A Disclaimer megjelenése után a zenekar folyamatosan turnézott, hogy növelje eladásait és hírnevét. A tervezett második albumot egy évig késleltették, mert a zenekar az Evanescence világméretű turnéján játszott előzenekarként. A Seether az Evanescence énekesével, Amy Lee-vel újradolgozta akusztikus számát, a Broken-t. Az újradolgozott szám nagyon népszerű lett, így Amy Lee közreműködésével rögzítették is a számot. A dal (egy új számmal, a Sold Me-vel együtt) helyett kapott a 2004-es A megtorló filmzenéjében is, és nagy sikert hozott a zenekarnak főleg az Amerikai Egyesült Államokban, az Egyesült Királyságban és Ausztráliában. Ez idő alatt Lee és Morgan között szorosabb kapcsolat alakult ki.
Morgan azt nyilatkozta, hogy a Broken újradolgozása nem a zenekar ötlete volt, hanem inkább a kiadó kérése. 2004-ben kiadták második albumukat, a Disclaimer II-t. Ezen a stúdióalbumon az első album több számának újra rögzített és újrakevert változata kapott helyet, valamint tartalmaz nyolc extra számot is.

### Karma and EffectésOne Cold Night(2005–2006)
A zenekar következő, harmadik albuma, a Karma and Effect, 2005-ben jelent meg. Eredeti neve Catering to Cowards, viszont a kiadó kérésére megváltoztatták a lemez nevét. A Karma and Effect a nyolcadik helyen debütált a Billboard 200 listán, valamint arany minősítést kapott az USA-ban és Kanadában. Az album három kislemezt tartalmaz: Remedy, Truth és The Gift. A Remedy a US Mainstream Rock listán első helyezett lett, ezzel a Remedy lett a Seether első dala, ami elérte egy lista csúcsát.
2006. február 22-én a Seether kiadott egy akusztikus koncertfelvételt, a One Cold Night-ot, amit a Grape Street klubban vettek fel. Morgan gyomorfájása miatt úgy döntöttek, inkább játszanak egy akusztikus szettet, mintsem hogy töröljék a fellépést. A Needles és Burrito számok lemaradtak az albumról, mivel a kiadó nem szerette volna, hogy bármiféle trágárságot tartalmazzon a lemez.
Patrick Callahan gitáros távozását 2006. június 15-én jelentették be. A valós okot a nyilvánosság nem ismeri, de több mint valószínű, hogy nem tetszett neki a Seether újonnan felvett anyaga. Shaun Morgan elmondta:
„Hát... fellélegeztem egy kicsit... valójában nagyon is. Ő volt az a srác a zenekarban, aki sokszor ellenkezett, és ő jelentette a negatív energiát, ha a dalszerzésről volt szó. Nekem személyesen nem fog hiányozni, ami azért furcsa, mert a barátom volt négy évig. De amikor elment, ez a barátság is eltűnt vele együtt.”
2006 augusztusában Morgant alkoholizmusa miatt kezelték, ezért a zenekar törölte a Staind-del és a Three Days Grace-szel meghirdetett turnét is.

### Finding Beauty in Negative Spaces(2007–2009)
Shaun Morgan a következő album kiadasát megelőzően elmondta, hogy a következő album más lesz az előző albumokhoz képest. A Finding Beauty in Negative Spaces lemezt augusztusban tervezték kiadni, viszont a kiadást Morgan testvére, Eugene Welgemoed öngyilkossága miatt október 23-ára csúsztatták. Az album a kilencedik helyen debütált a Billboard 200 listán, valamint 57 000 példányt adtak el az első héten. Az album borítóképén David Ho illusztrációja látható (Candice the Ghost). Az első kislemez, a Fake It, elérte a US Mainstream Rock Charts és Modern Rock Charts listák csúcsát, valamint meg is tartotta helyét 9 hétig mindkét listán. A Rise Above This, amit Morgan testvére, Eugene Welgemoed számára szánt, még öngyilkossága előtt, szintén kislemez lett, és elérte az első helyezést a Modern Rock Tracks listán. Az album utolsó kislemeze a Breakdown, melynek videóklipje 2008. november 12-én jelent meg. A Finding Beauty in Negative Spaces elnyerte a Seether első South African Music Awards díját (a "Best Rock Album: English" kategóriában), valamint az első MTV Africa Music Awards díját is (a "Legjobb alternatív előadó" kategóriában). A lemez lett a zenekar első arany minősítést szerzett lemeze a Dél-afrikai Köztársaságban.
A lemez népszerűsítése érdekében 2008-ban egy turnét is indítottak. 2008. február 15-étől Troy McLawhorn (Dark New Day, Evanescence, doubleDrive) turnétag lett. A Seether mellett fellépett a Three Days Grace, Finger Eleven, Breaking Benjamin, 3 Doors Down, Skillet, Red, Papa Roach, Flyleaf, Econoline Crush és a Staind is. McLawhorn később a zenekar hivatalos tagjává vált, mint gitáros.

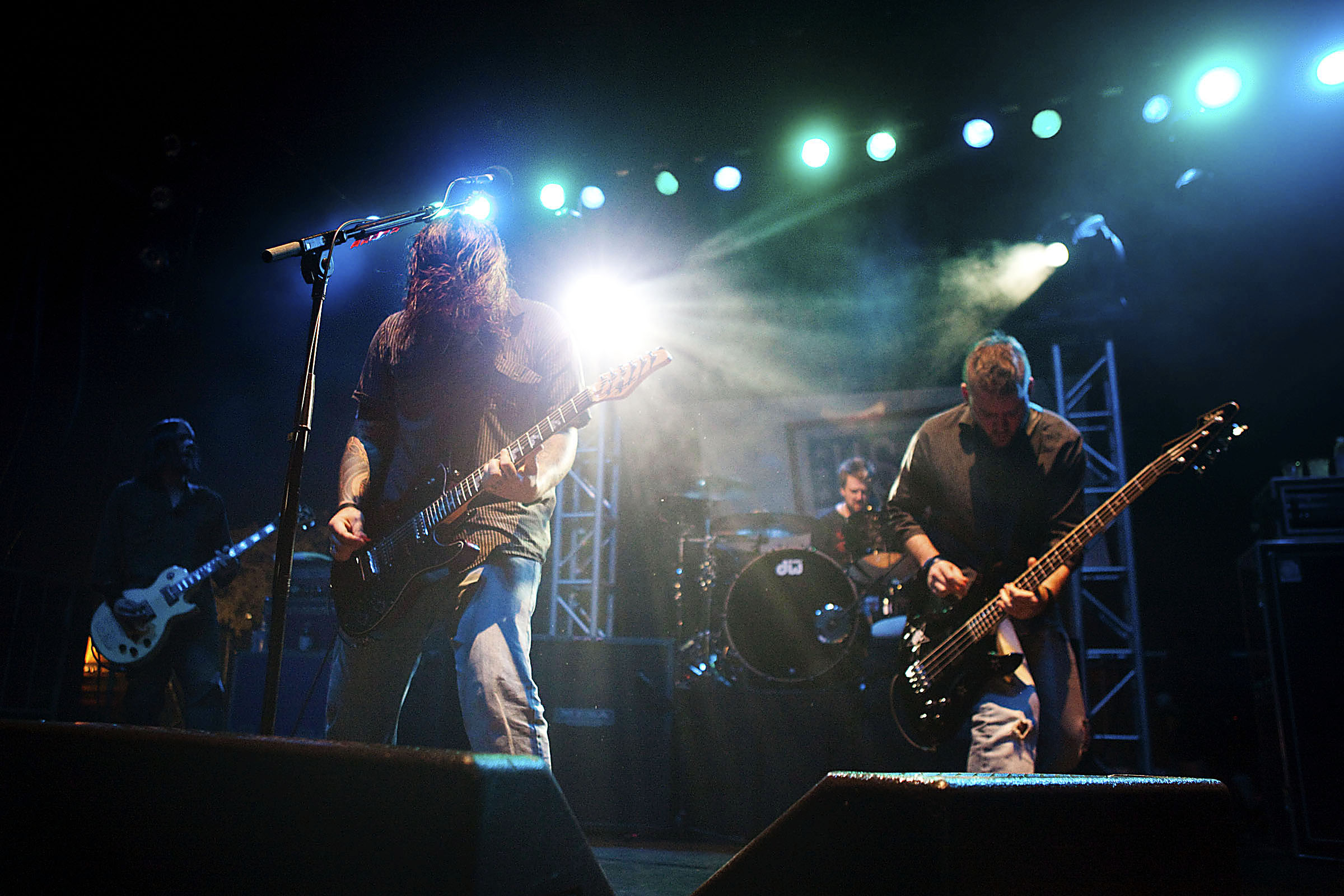
A Seether az USA tengerészgyalogságának játszik Japánban, 2009-ben

A zenekar No Shelter c. száma megjelent az NCIS filmzenéjében 2009. február 10-én, valamint a Wham! Careless Whisper c. számának átdolgozását is kiadták (digitális, letölthető formában). A "Careless Whisper" videóklipje 2009. júniuis 15-én debütált és a bónuszként szerepel a Finding Beauty in Negative Spaces újrakiadásán.
A Seether a Nickelback előzenekara volt a Dark Horse-turnén 2009-ben. Shaun és Dale egy 2009. március 2-ai interjúban megerősítette, hogy a Nickelback turnéja után a Seether az év hátra lévő részét a következő album írásával és felvételével szeretné tölteni. A zenekar ennek ellenére többször is fellépett az év során, többek között Okinavában, Japánban, ahol az USA tengerészgyalogságának játszottak egy USO-turné keretében a Camp Schwab bázison május 23-án és 24-én, valamint az MCAS Iwakuni bázison május 26-án. A Seether több fesztiválon is játszott a nyáron (Chippewa Valley Music Festival, Quebec City Festival és The Big E Festival).

### Holding Onto Strings Better Left to FrayésSeether: 2002–2013(2010–2013)
A zenekar több hónapot töltött az új lemez felvételével Nashville-ben Brendan O'Brien producerrel, majd 2010 áprilisban folytatta a turnézást azzal az elképzeléssel, hogy júniusban majd visszatérnek a stúdióba, hogy befejezzék a lemezt. John Humphrey dobos augusztusban megerősítette, hogy a felvétel befejeződött, és az album már a keverési fázisban van. Azt mondta, hogy a zenekar szerint ez a stúdióalbum a Seether legjobb eddigi munkája és a rajta lévő számok „nagyon erősek, melodikusak és néha kemények is”. Szeptemberben Morgan megerősítette, hogy a lemez kész, és a lemez várható kiadási dátuma 2011 eleje. 2010. szeptember 4-én egy új dalt, a No Resolution-t játszották egy koncerten Du Quoin városban, Illinois államban. McLawhorn és Humphrey egy rádiós interjúban elárulták az új lemez címét (Holding Onto Strings Better Left to Fray) valamint az album várható májusi kiadását. Az album első kislemeze, a Country Song az USA-ban március 8-án, az Egyesült Királyságban április 4-én jelent meg. Az új stúdióalbum 2011. május 17-én jelent meg. A Seether az új lemezzel elérte addigi legmagasabb, 2. helyezését a Billboard 200 listán, valamint 1. helyezést ért el a US Rock Albums, a US Alternative Albums és US Hard Rock Album listákon. A Billboard a No.1 Active és No.1 Heritage Rock Artist díjakat adta a zenekarnak 2011-ben.
2011. március 8-án Troy McLawhorn távozott a zenekarból és újra csatlakozott az Evanescence-hez. A Seether május 10-én fellépett Cincinnatiben, Ohio államban, valamint egy nappal később South Bend városban, Indiana államban. Mindkét koncert rögzítésre került és később kiadták egy-egy limitált kiadású CD-n. Seether az Uproar Festival nagyszínpadán lépett fel olyan zenekarokkal, mint az Avenged Sevenfold, a Three Days Grace, a Bullet For My Valentine, és az Escape the Fate, valamint a 3 Doors Down előzenekara volt az európai turnéjukon novembertől márciusig.
2013. szeptember 3-án a zenekar bejelentett egy új válogatásalbumot, ami a Seether: 2002-2013 névre hallgat. Ez a kétlemezes válogatásalbum 2013. október 29-én jelent meg, és a lemezen a Seether legnépszerűbb dalai, addig kiadatlan demók és 2 új szám is megjelentek (többek között Veruca Salt Seether c. számának feldolgozása is, a dal, ami után a zenekar is megkapta nevét). A Brendan O'Brien producerrel készített lemez két új dala a Safe To Say I've Had Enough és a Weak.

### Isolate and Medicate(2014–2016)

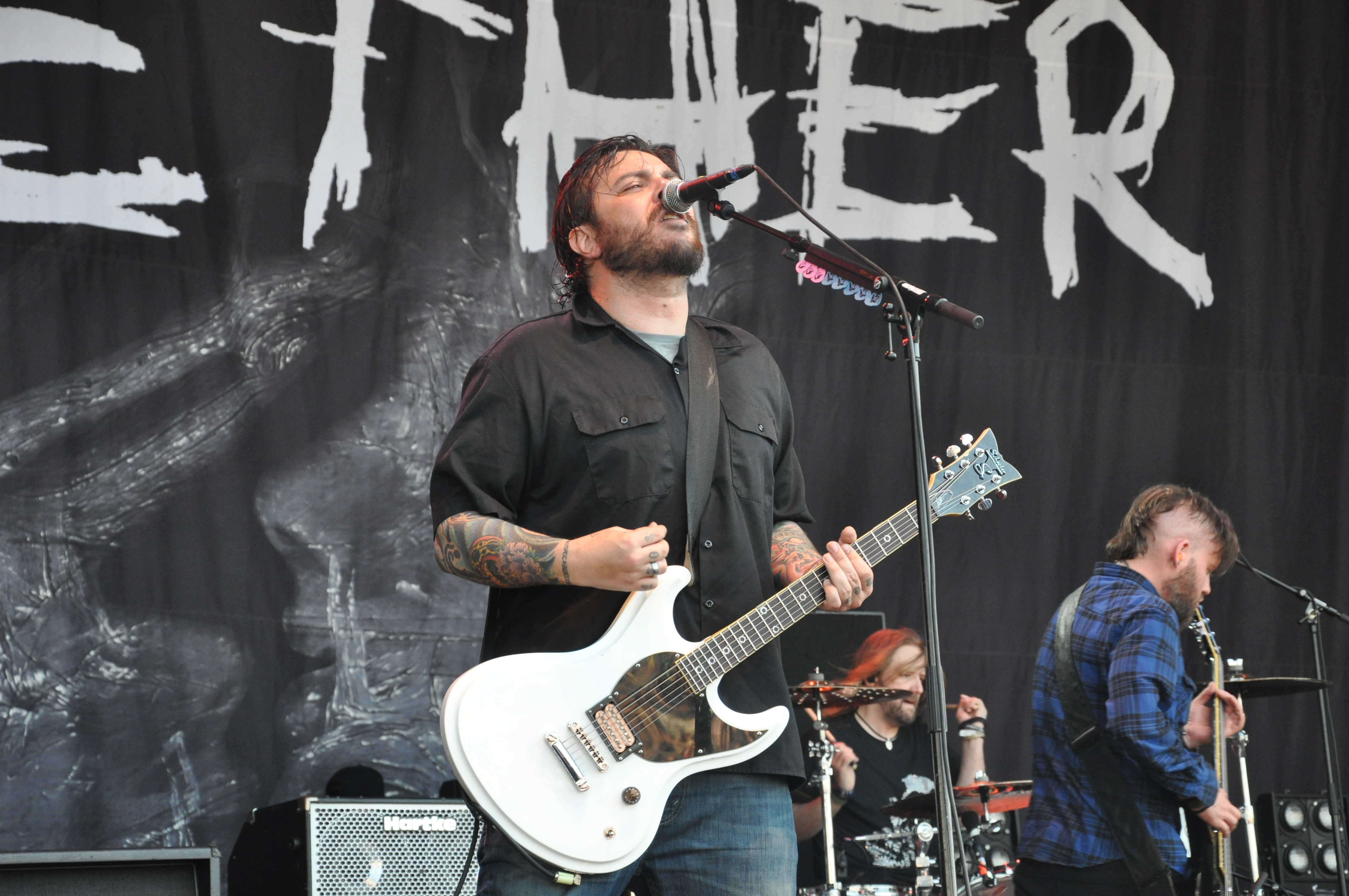
Shaun Morgan és a Seether a 2014-es Rock am Ring fesztiválon

Egy Twitter-interjúban Dale Stewart, a zenekar basszusgitárosa megerősítette, hogy a zenekar új anyagot készít a következő albumra. A zenekar frontembere, Shaun Morgan is megerősítette ezt a tényt (egy Ask-Me-Anything interjúban a Redditen).
2014. január 31-én a zenekar egy videót tett közzé a hivatalos YouTube csatornájukon, amiben Shaun Morgan elárulja, a Seether már dolgozik az új lemezen, és a felvétel valószínűleg befejeződik egy héten belül. John Humphrey, a zenekar dobosa elárulta, hogy az új lemezt 2014 nyarán tervezik kiadni.
Április közepén a Seether többször is ízelítőket tett közzé az új számokból Snapchaten és Instagramon.
2014. április 24-én kiderült, hogy az Isolate and Medicate 2014. július 1-jén, az első kislemez, a Words as Weapons pedig május 1-jén jelenik meg. 2014. április 29-én Bryan Wickmann, a zenekar gitártechnikusa és az Isolate and Medicate borítóképének készítője a zenekar új turnégitárosa lett. 2014. május 17-én a zenekar az Orbit Room koncerthelyszínen (Michigan államban) először játszotta el élőben az új albumról a Words as Weapons számot 1 700 rajongónak. 2014. október 30-án kiadták az album második kislemezének videóklipjét (Same Damn Life). A videóklipet Nathan Cox rendezte.
2014. december 5-én a Seether először lépett fel Magyarországon a Dürer Kertben, Budapesten.
2015. április 29-én Shaun Morgan egy hivatalos Reddit AmA interjúban elárulta, hogy a következő album munkálatai 2016 elején kezdődnek majd. Májusban és júniusban több európai turnédátumot is bejelentettek.
Június 30-án a zenekar kiadta a Nobody Praying for Me videóklipjét, ami a diszkriminációval és a média általi manipulációval foglalkozik.
A 3 Doors Down nyári turnéján a Seether több koncerten is előzenekarként szerepelt, először július 7-én.

### Poison the Parish(2016–2018)
2016 szeptemberében a Seether a közösségi oldalakon több képet osztott meg, amiken új hanganyag felvételének folyamata látható. Novemberben bejelentették, a hetedik stúdióalbum 2017 májusában jelenik majd meg. A zenekar hivatalos weboldalán egy visszaszámláló óra jelent meg, ami 2017. február 23-án ért véget.
2017. február 22-én Morgan a Sirius XM Octane rádióállomás műsorában beszélt az új lemezről, a Poison the Parish-ről. Jose Mangin azt mondta, az új anyag „keményebbnek tűnik, mint bármi amit eddig csináltak”. A Let You Down videóklipje a következő napon debütált. A 2017. május 12-én megjelent album kiadója a Canine Riot Records, Morgan saját kiadója.
2017 májusában, júliusában és augusztusában a zenekar az Amerikai Egyesült Államokban turnézott az amerikai Letters from the Fire hard rock zenekarral együtt. Ezen a turnén Clint Lowery gitáros (Sevendust, Dark New Day) turnétagként csatlakozott a Seetherhez.  2018 februárjában Clint visszatért a Sevendust zenekarba, hogy az új, All I See Is War c. lemezüket támogatva turnéba kezdjenek. Clint szerepét testvére, Corey vette át. A Seether ezután a Nickelback-ket támogatta Feed the Machine turnéján. Mielőtt a turné véget ért, Corey Lowery a Seether teljes értékű tagja lett.
2017. október 1-jén a zenekar másodszor játszott Magyarországon, ezúttal is a Dürer Kertben, Budapesten. 2018. május 20-án a zenekar szülővárosában, Johannesburgban játszott újra (hat éve nem játszottak itt).  2018. június 6-án kiadták az Against the Wall c. szám akusztikus változatát és annak videóklipjét.

### Si Vis Pacem, Para Bellum(2019–2023)
2019 júniusában John Humphrey felfedte, hogy a zenekar következő stúdióalbumának felvétele elkezdődött. Június 24-én a zenekar be is jelentette a nyolcadik nagylemezét, melynek címe Si Vis Pacem, Para Bellum, kiadási dátuma 2020. augusztus 28., kiadója pedig a Fantasy Records. Ezzel egy időben megjelent az új lemez első kislemeze is, a Dangerous. A lemez (melynek címe magyarra fordítva "Ha békét akarsz, készülj a háborúra"), 13 új számot tartalmaz. A lemez produceri feladatait Shaun Morgan végezte Nashville-ben 2019 decemberében és 2020 januárjában. 2020. július 17-én megjelent az album második kislemeze, a Bruised and Bloodied, augusztus 14-én, két héttel a lemez megjelenése előtt pedig megjelent a harmadik kislemez, a Beg.
2021 júliusában a zenekar kiadta a Wasteland – The Purgatory c. középlemezt. 2022. július 1-jén megjelent a Si Vis Pacem, Para Bellum deluxe változata.

### The Surface Seems So Far(2024–)
2024. július 10-én megjelent a Judas Mind, mely a szeptember 20-án megjelenő, kilencedik stúdiólemez (The Surface Seems So Far) első kislemeze. 2024. augusztus 23-án megjelent a lemez második kislemeze, az Illusion.

## Zenei stílus és hatás
A Seetherre nagy hatással voltak olyan grunge zenekarok, mint például a Nirvana és az Alice in Chains. Hatással volt rájuk a Nine Inch Nails és a Deftones is.

## Tagok
| Jelenlegi tagok - Shaun Morgan – ének, gitár, zongora (1999–napjainkig) - Dale Stewart – basszusgitár, akusztikus gitár, háttérvokál (2000–napjainkig) - John Humphrey – dobok, perkusszió (2003–napjainkig) - Corey Lowery – gitár, háttérvokál (2019–napjainkig; turnétag 2018–2019) Korábbi tagok - Johan Greyling – gitár (1999) - Tyronne Morris – basszusgitár (1999–2000) - David "Dave" Cohoe – dobok, háttérvokál (1999–2002) - Nick Oshiro – dobok (2002–2003) - Patrick "Pat" Callahan – gitár (2002–2006) - Troy McLawhorn – gitár, háttérvokál (2008–2011) | Korábbi turnétagok - Nic Argyros – dobok (2002) - John Johnston – dobok (2002) - Erik Eldenius – dobok (2002) - Nick Annis – dobok (2002) - Kevin Soffera – dobok, háttérvokál (2003) - Brian Tichy – dobok (2007) - Bryan Wickman – gitár, háttérvokál (2014–2017) - Clint Lowery – gitár, háttérvokál (2017–2018) - Shaun Foist – dobok (egyszeri megjelenés 2022-ben) |

## Diszkográfia

### Stúdióalbumok Saron Gas-ként
- 2000 – Fragile

### Stúdióalbumok Seether-ként
- 2002 – Disclaimer
- 2004 – Disclaimer II
- 2005 – Karma and Effect
- 2007 – Finding Beauty in Negative Spaces
- 2011 – Holding Onto Strings Better Left to Fray
- 2014 – Isolate and Medicate
- 2017 – Poison the Parish
- 2020 – Si Vis Pacem, Para Bellum
- 2024 – The Surface Seems So Far

## Díjak és jelölések
| Év   | Díj                         | Díj                       | Munka                             | Eredmény |
| ---- | --------------------------- | ------------------------- | --------------------------------- | -------- |
| 2008 | MTV Africa Music Awards     | Legjobb alternatív előadó | Seether                           | Elnyerte |
| 2008 | MTV Africa Music Awards     | Az év előadója            | Seether                           | Jelölve  |
| 2008 | South African Music Awards  | Best Rock Album: English  | Finding Beauty in Negative Spaces | Elnyerte |
| 2011 | Billboard listák            | #1 Active Rock Artist     | Seether                           | Elnyerte |
| 2011 | Billboard listák            | #1 Heritage Rock Artist   | Seether                           | Elnyerte |
| 2011 | Billboard listák            | Active Rock Song of 2011  | Country Song                      | Elnyerte |
| 2011 | Mediabase                   | #1 Az év dala (airplay)   | Country Song                      | Elnyerte |
| 2012 | Revolver Golden Gods Awards | Legjobb élő zenekar       | Seether                           | Jelölve  |
| 2012 | Radio Contraband            | Az év indie előadója      | Seether                           | Jelölve  |

## Fordítás
- Ez a szócikk részben vagy egészben a Seether című angol Wikipédia-szócikk ezen változatának fordításán alapul.  Az eredeti cikk szerkesztőit annak laptörténete sorolja fel. Ez a jelzés csupán a megfogalmazás eredetét és a szerzői jogokat jelzi, nem szolgál a cikkben szereplő információk forrásmegjelöléseként.

## Külső hivatkozások
- A Seether hivatalos honlapja